# Labadee
Labadee (Francês: Labadie
) é um porto localizado na costa norte do Haiti. É um resort privado, alugado à Royal Caribbean Cruises Ltd. até 2050. a Royal Caribbean tem contribuído com a maior proporção de turistas, é a receita para o Haiti desde 1986, empregando trezentos moradores, permitindo que outras duzentas pessoas possam vender seus produtos no local mediante uma taxa e pagando ao governo haitiano US$10 por turista, aumentando para US$12 em março de 2015.
O resort é guardado por uma força privada de segurança, o acesso é vedado a partir da área circundante e os passageiros não estão autorizados a deixar a propriedade. A alimentação para os turistas é trazida dos navios. Alguns grupos de haitianos podem estabelecer seus negócios no resort, de forma controlada. Embora, às vezes, descrito como uma ilha na publicidade, na realidade, o resort é uma península contígua à Ilha de São Domingos. O navio de cruzeiro acessa o cais em Labadee, que é capaz de atender aos navios da Classe Oasis desde o final de 2009.
As atrações incluem um mercado haitiano de pulgas, praias, desportos aquáticos, parque infantil, um alpine coaster, e uma tirolesa.

## Etimologia
O local é chamado de Labadee depois que o marquês de La Badie, um Francês que foi o primeiro a se estabelecer na região no século 17. A península de uma aldeia foram nomeados Labadie. A empresa de cruzeiros mudou o nome para "Labadee", para os ingleses pronunciarem-no facilmente.

## História

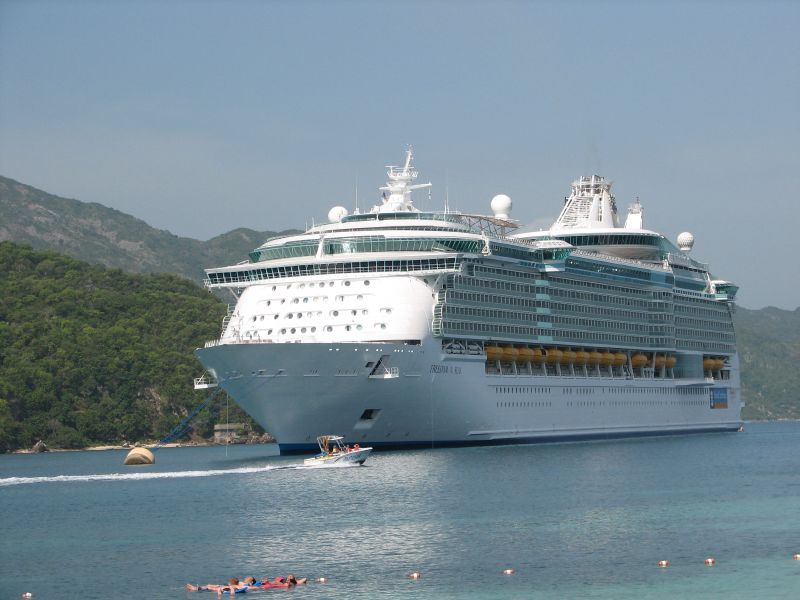
O Liberdade dos Mares atracado em Labadee

Em 2009, a Royal Caribbean aplicou US$55 milhões em melhorias nas instalações, incluindo a atualização de instalações portuárias para permitir o acesso de seus maiores navios de cruzeiro.
Em janeiro de 2010, logo após o terremoto do Haiti de 2010, a Royal Caribbean decidiu continuar seus cruzeiros de luxo ao porto privado. A corporação anunciou que seria uma doação de US$1 milhão para financiar os esforços de socorro no Haiti, e a utilização de navios de cruzeiro de ferrie de suprimentos e pessoal.

## Controvérsias
Em 1991, um jornalista revelou que os passageiros que desembarcaram no local não foram informados que eles estavam no Haiti.
Em novembro de 2001, um membro da tripulação de luxo dos cruzeiros Royal Caribbean foi atacado em Labadee, em um aparente assalto. Os assaltantes foram presos pela polícia Haitiana.